# Kabhrechaur
Kabhrechaur – gaun wikas samiti w zachodniej części Nepalu w strefie Rapti w dystrykcie Salyan. Według nepalskiego spisu powszechnego z 2011 roku liczył on 1040 gospodarstw domowych i 5467 mieszkańców (2689 kobiet i 2778 mężczyzn).